# 震災復興公園
震災復興公園（しんさいふっこうこうえん）は、大地震によって被害を受けた都市において、防災用緑地の機能、災害時避難場所の確保、あるいは震災復興のシンボルなどを目的として設置された公園である。関東大震災、阪神・淡路大震災、東日本大震災などの後に整備された。震災復興公園としては関東大震災後のものを指すことが多い。

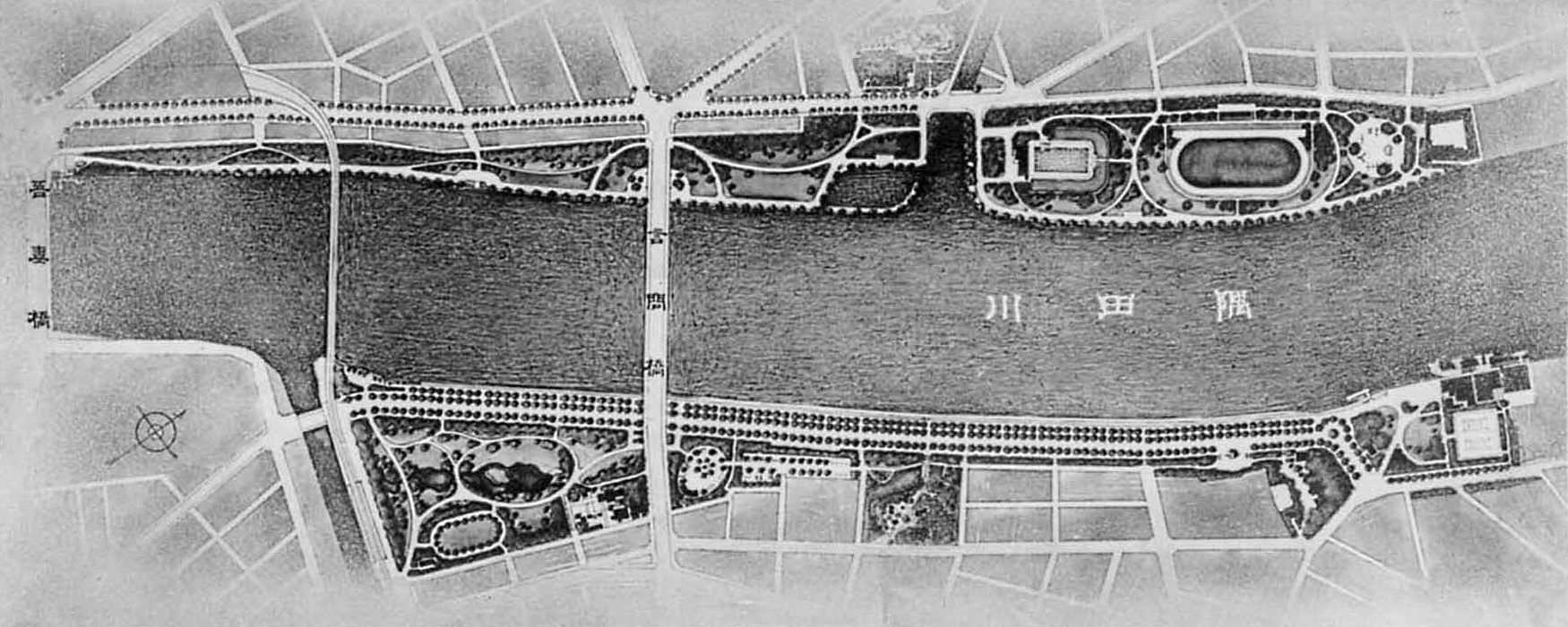
隅田公園の平面図

## 関東大震災後に整備された公園
大正12年（1923年）の関東大震災による被害状況を受けて、帝都復興院総裁となった後藤新平（内務大臣を兼務）を中心とする政府主導で計画された震災復興再開発事業は、東京市の防災都市化にその主眼を置いていた。特に地震によって発生した火災による被害は甚大であり、延焼を食い止める防火帯の設置が重要な課題となった。昭和通りなどの幅員の広い幹線道路の建設と並んで、公園の確保に重点が置かれ、復興局公園課の折下吉延らにより、東京に三大公園（隅田公園、浜町公園、錦糸公園）が設置された。中でも隅田公園は、近世以来の名所であった桜堤と旧水戸藩邸の日本庭園を取り込み、和洋折衷の大規模な公園となった。三大公園には含まないが、昭和5年（1930年）に完成した横網町公園には、関東大震災の身元不明遺骨を納める震災記念堂と復興事業に関する資料を保存･展示する復興記念館が建設され、メモリアルパークの役割を果たしている。また、井下清率いる東京市公園課は、小学校を不燃化、耐震化された鉄筋コンクリートの校舎にして、小公園を併設させることにより防火帯と避難施設の役割を持たせようとした。これにより、小学校とセットになった小公園が東京市内52箇所に設置され、各地域における防災都市としてのシンボルとした。小公園は、隣接する小学校の校庭を兼ねるとともに、地域コミュニティの中心的存在となっていく。

### 震災復興三大公園
いずれもドイツや北欧の公園を参考に設計され、庭園風の趣ある近代的な公園であった。現在の公園は、戦後の改修で体育館が設置される、高速道路に使われるなど、開園当時の面影はほとんど失われており、門柱などにかろうじて当時の遺構を残すのみとなっている。

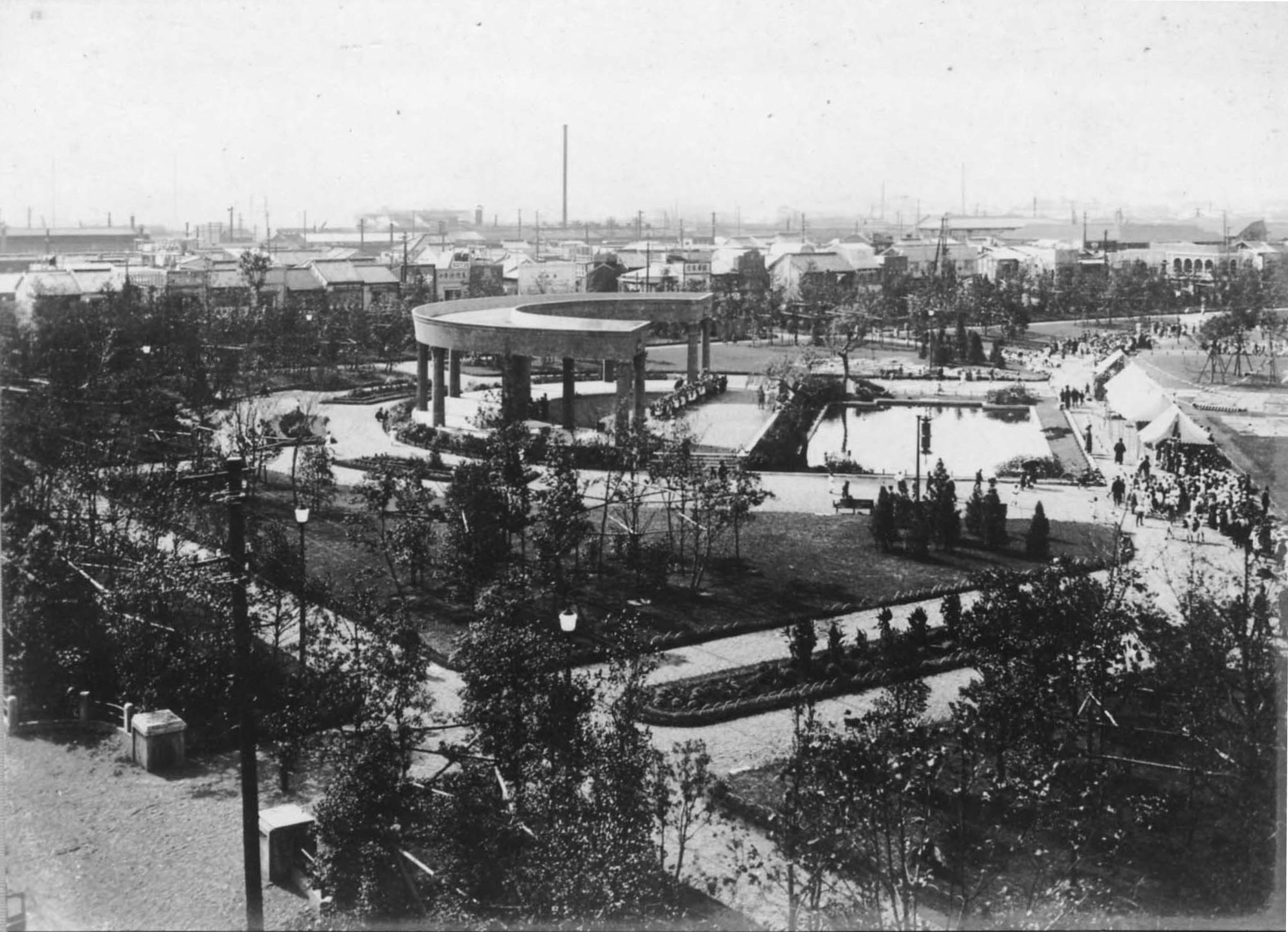
錦糸公園（墨田区） 昭和3年（1928年）開園
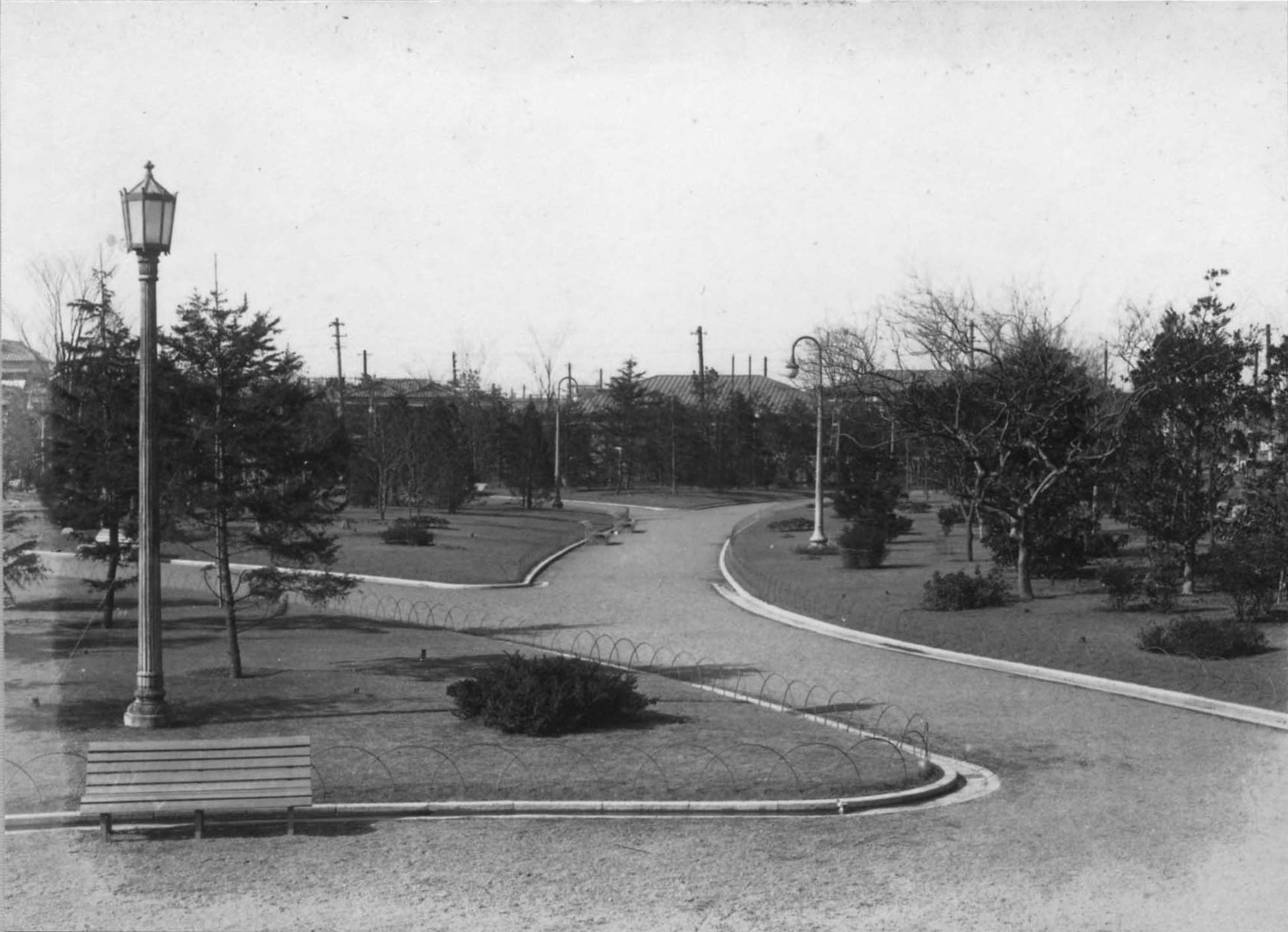
浜町公園（中央区） 昭和4年（1929年）開園
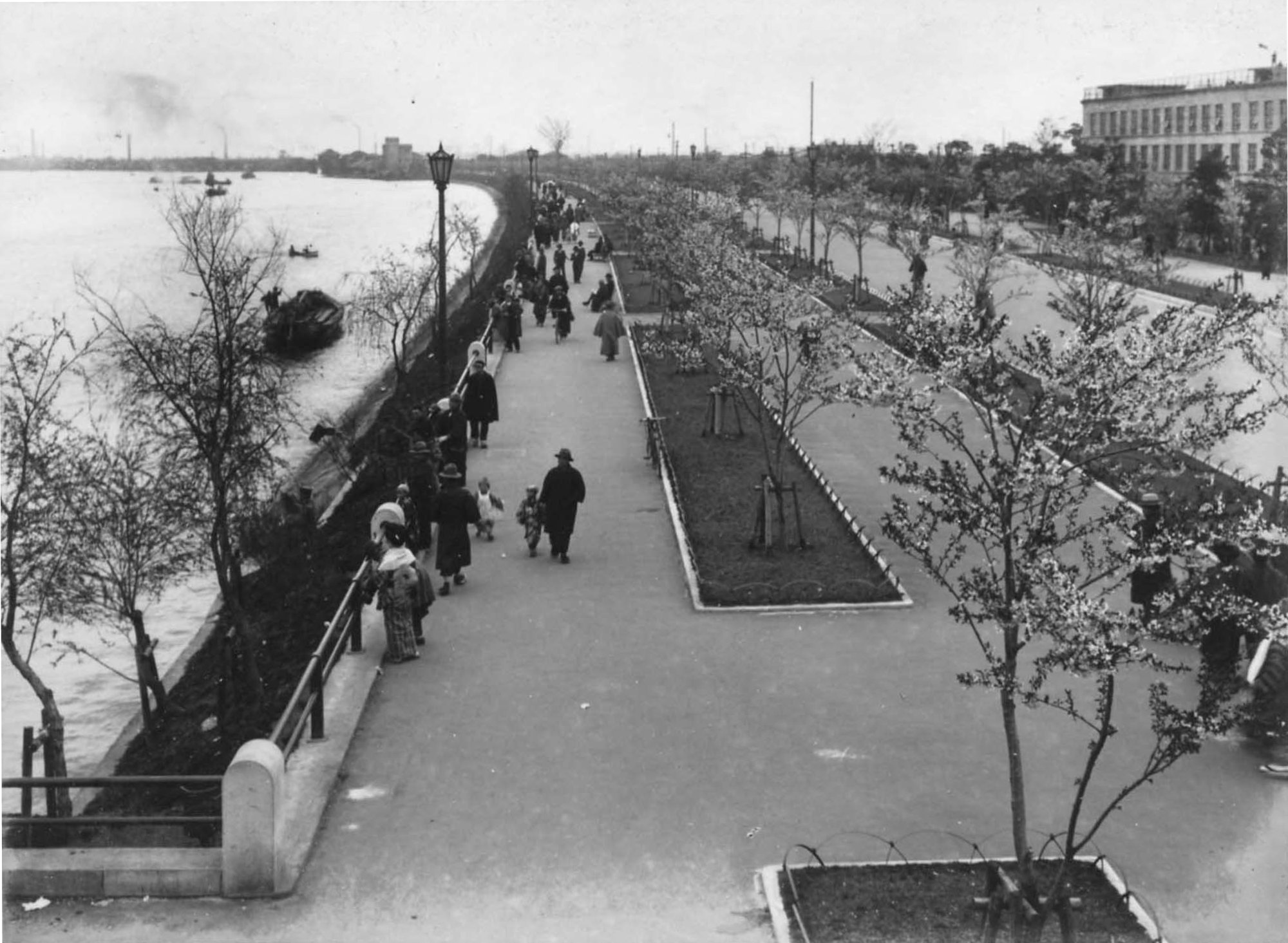
隅田公園（墨田区／台東区） 昭和6年（1931年）開園
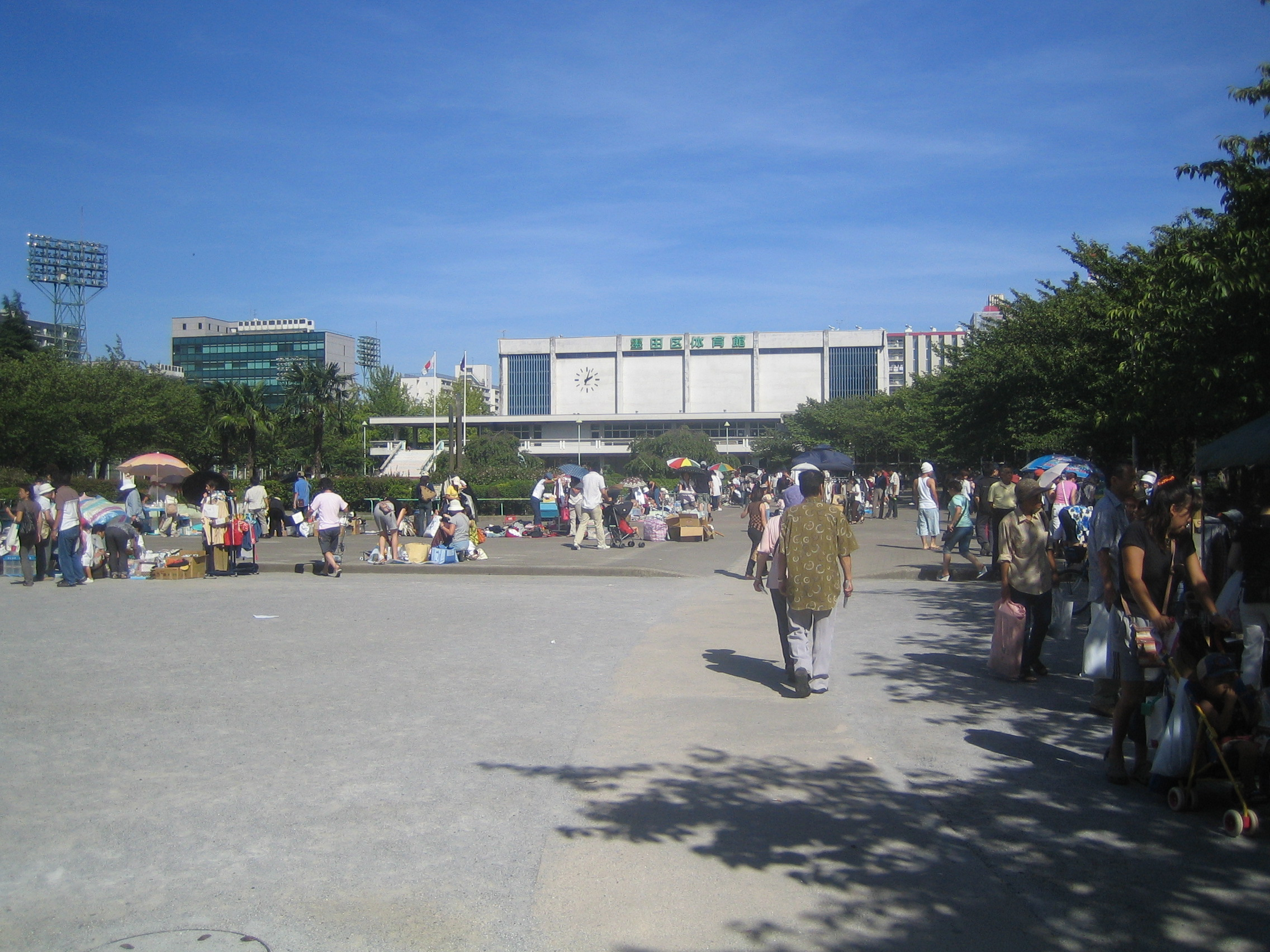
現在の錦糸公園 （2007年9月撮影） 奥の建物は墨田区立体育館。
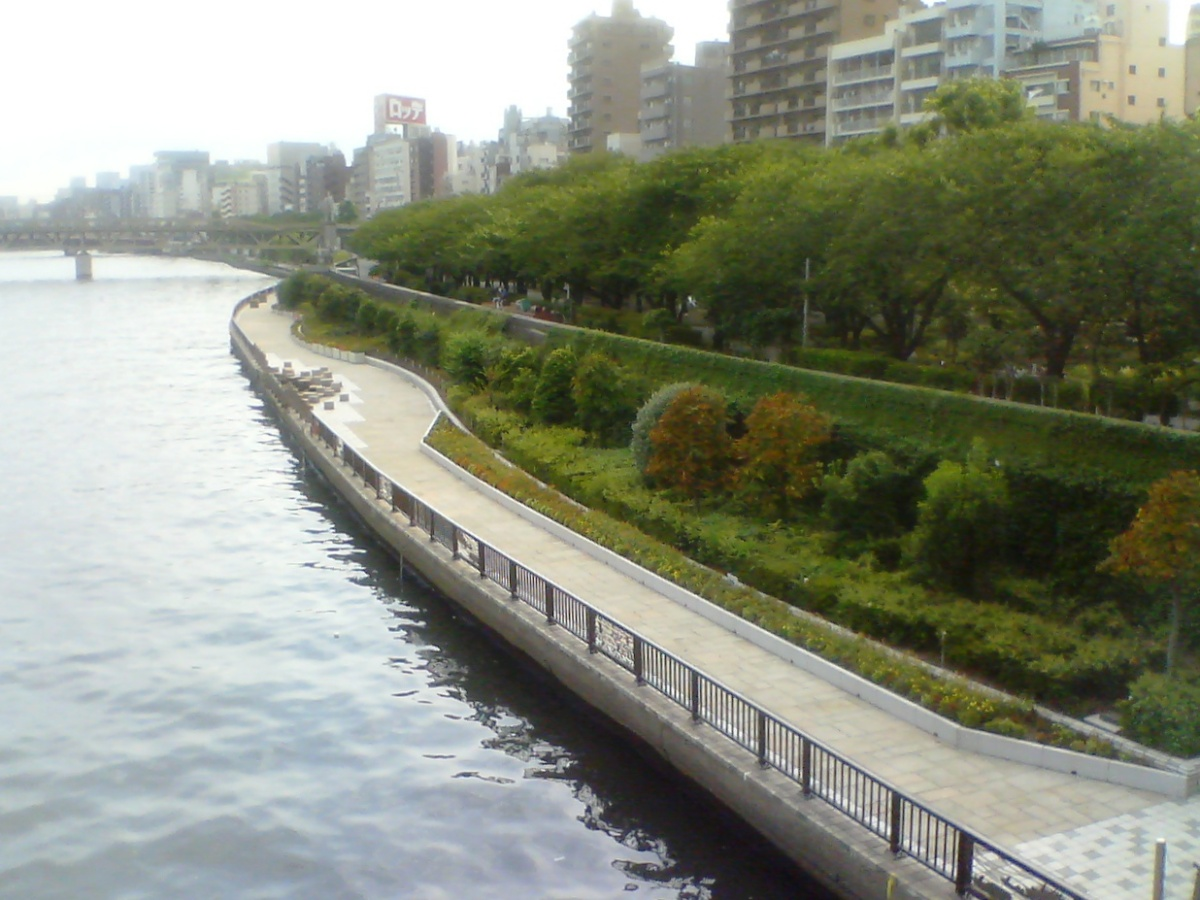
現在の隅田公園（台東区側） （2008年8月撮影）
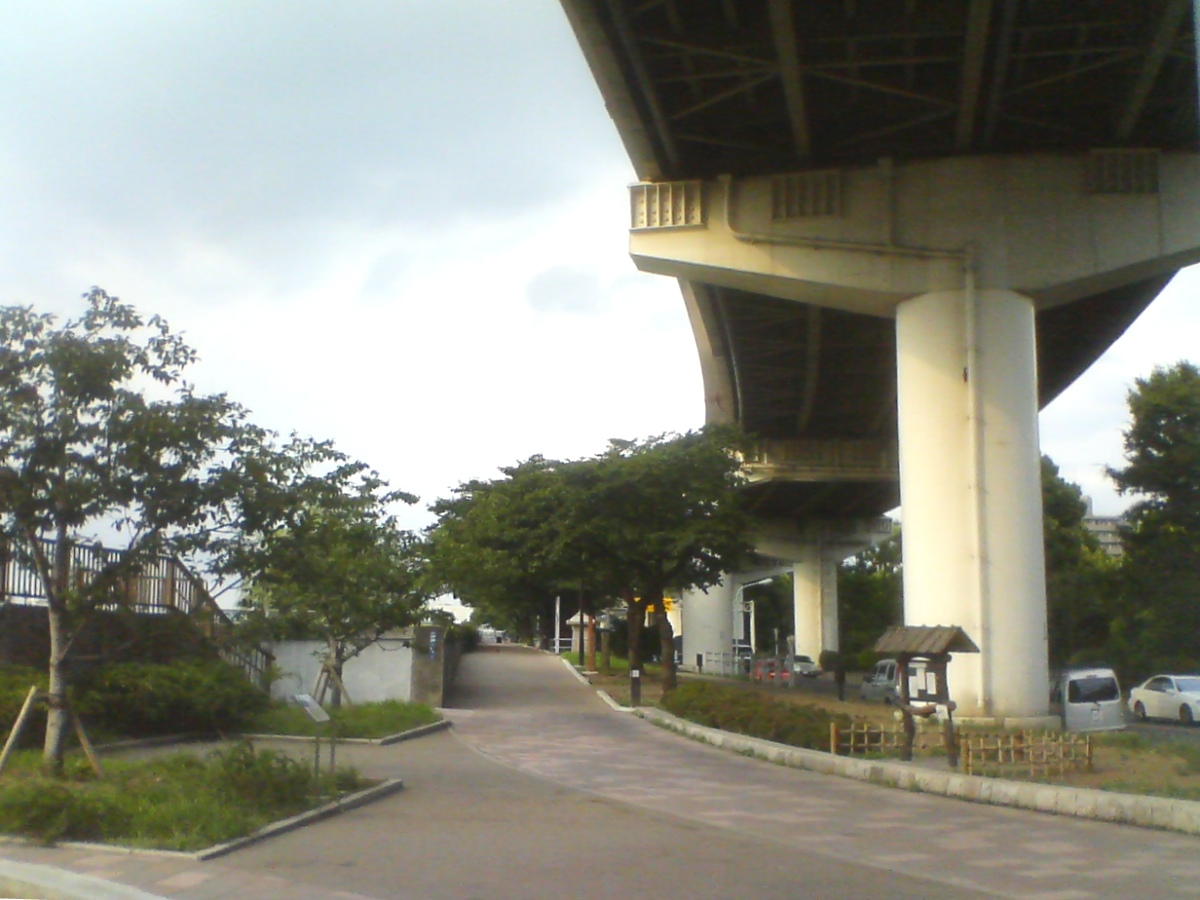
現在の隅田公園（墨田区側） （2008年8月撮影） 上の写真とほぼ同じ場所。

### 震災復興52小公園
当初は、焼失区域のすべての小学校区に公園を隣接させようとしたが、半数に届かない52箇所に止まった。小公園の建設・設計理念は以下のようなものであった。
- 小公園の配置は、児童数・校庭の広狭・既設公園の配置などを勘案し、都市計画的に決定される。
- 耐震強度を高めた小学校に隣接し、教材園及び運動場補助等の目的を有するとともに、地域の防災拠点とする。
- 広場を中心に敷地の40%を植栽地とし、道路に沿う外周部分には低い鉄柵を施し、容易に出入り可能なものとする。
- 植栽には防火･防音･防塵効果に優れた常緑樹を採用し、学校教材のために多種類の樹木と潅木を使用する。
- 震災復興の名の下に公園を近代文化の普及・啓発のための展示場として演出する。

震災後、欧米を視察した井下清は、近代的・合理的な態度で設計に臨み、小公園のあるべき姿を新しい様式として示した。しかし戦後、小公園の管理が東京都から特別区へ移管されると、世相の変化とともに相次いで改修が行われた。多くの小公園が、プレイスカルプチャーが所狭しと並ぶ児童公園という位置づけとなり、いつの間にか小学校とも隔離された存在となってしまった。教育と公園は行政の中で、それぞれ独立した存在となり、学校公園の考え方は忘れ去られてしまっている。52小公園の現存状況については、かなりの数の公園が消滅や縮小の憂き目にあっており、名称のみで完成当時の姿を完全に残すものはひとつもない。京橋公園（千代田区、昭和4年開園）のコンクリート製滑り台や元加賀公園（江東区、昭和2年開園）の壁泉付露床など一部の造形物が残るのみである。
文京区本郷にある元町公園（昭和5年開園）は、昭和57年（1982年）に伊藤邦衛によって原型に忠実な改修が行われ、大塚公園 (文京区)とともに当時の設計思想を現在に伝える小公園となっている。復元されたモダンなデザインの擁壁や壁泉、太い円柱が印象的なパーゴラ（つる棚）、左右対称の2連式滑り台などは、いずれも小公園の特徴的な様式である。隣接する元町小学校は、平成10年（1998年）に本郷小学校との統合化により廃校となっていたが、 復興事業の一環として震災復興公園の中でも重要視され、 要望書が相次ぎ、その結果日本の歴史公園100選に選定され、 都市計画審議会を経て、 慎重な手続きがとられ、 2015年、元町公園の保全及び旧元町小学校の有効活用検討会議を設置。
文京区では、旧元町小学校及び元町公園について、歴史性、防災性、街並みや景観及び公共性等に配慮し、保全と有効活用を図ることとし、「旧元町小学校の保全・有効活用整備方針（平成30年8月）」に基づき、旧元町小学校の整備や元町公園との一体的な活用について、事業者を公募している。

## 阪神・淡路大震災
神戸港震災メモリアルパークや神戸震災復興記念公園が整備された。

## 東日本大震災
津波の被害を受けた沿岸部を中心に公園の整備が行われている。
- 石巻南浜津波復興祈念公園（宮城県）
- 千年希望の丘(宮城県岩沼市押分) - 仙台空港近くの海岸沿いに造成中の南北約10kmに及ぶ震災祈念公園で、震災がれきを活用し、津波避難場所となる高さ約10mの丘15基が造られる[8]。
- 福島県復興祈念公園（福島県）
- 高田松原津波復興祈念公園（岩手県）